# Celiptera cometephora
Celiptera cometephora là một loài bướm đêm trong họ Erebidae.